# 李緯 (均王)
李緯（8世纪778年至788年间—837年4月4日），本名李沔，唐朝皇子，是唐顺宗李诵的第三子，生母不详。
生年没有记载，当在长兄唐宪宗出生的778年之后。贞元四年（788年），李緯被祖父唐德宗封为洋川郡王，贞元二十一年（805年），李緯被父亲唐顺宗封为均王，开成二年（837年）二月廿五己未，李緯去世。